# Yapoma chone
Yapoma chone là một loài bướm đêm trong họ Geometridae.